# Batata (calciatore)
Baltazar Costa Rodrigues de Oliveira, meglio noto come Batata (Jaraguá, 6 maggio 2000), è un calciatore brasiliano, centrocampista del Sion.

## Caratteristiche tecniche
È un centrocampista difensivo.

## Carriera
Cresciuto nel settore giovanile del Vila Nova, ad inizio 2018 è stato promosso in prima squadra, con cui ha disputato 4 incontri del Campionato Goiano. Nel maggio seguente è stato acquistato a titolo definitivo dal Sion, con cui ha debuttato nella massima serie svizzera il 22 luglio in occasione dell'incontro perso 2-1 contro il Lugano. A partire dal giugno 2020, alla ripresa del campionato dopo lo stop dovuto alla Pandemia di COVID-19 del 2019-2021, è riuscito a ritagliarsi uno spazio nella formazione titolare del club biancorosso.

## Palmarès

### Club

#### Competizioni nazionali
- Challenge League: 1

Sion: 2023-2024